# Picrocerus
Picrocerus is een geslacht van kreeftachtigen uit de klasse van de Malacostraca (hogere kreeftachtigen).

## Soort
- Picrocerus armatus Milne-Edwards, 1865